# Griffin Gluck
Griffin Gluck (Los Angeles, 24 de agosto de 2000) é um ator estadunidense. Na televisão, ele é conhecido por seus papéis principais como Charlie em Red Band Society, Mason Warner em Private Practice e Danny Gannon em Back in the Game. Ele também coestrelou como Sam Ecklund em ambas as temporadas da série em estilo mocumentário da Netflix, American Vandal, e interpreta Gabe na série Locke & Key, também da Netflix. No cinema, ele interpretou Rafe Khatchadorian no filme Middle School: The Worst Years of My Life e Jack Dunkleman (Danquinho) no filme da Netflix, Tall Girl. Ele também estrelou como personagem principal no filme Big Time Adolescence da Hulu.

## Biografia
Gluck nasceu em Los Angeles. Seu pai, Cellin Gluck, é diretor e produtor de cinema, e sua mãe, Karin Beck, foi assistente de produção e produtora de linha. O pai de Griffin nasceu na Prefeitura de Wakayama, Japão, filho de pais americanos, e foi parcialmente criado em Kobe, Japão.Os avós paternos de Griffin eram Sumi (Hiramoto), que era nipo-americano, e Jay Gluck, um arqueólogo judeu americano, historiador e japonófilo.

## Carreira
Gluck começou a atuar quando foi com sua irmã mais velha, Caroline, a uma vitrine infantil de verão de Guys and Dolls no Palisades Playhouse. Seu primeiro papel importante foi aos três anos de idade em um curta-metragem, Time Out, co-produzido por seu pai e dirigido por Robbie Chafitz.
Sua grande chance veio em 2011, quando interpretou Michael no filme Just Go with It (estrelado por Adam Sandler e Jennifer Aniston), pelo qual recebeu uma indicação ao Young Artist Award. Mais tarde, ele foi escalado para o papel de Mason Warner em Private Practice, e depois foi promovido a regular na série. Depois que a série foi cancelada, ele se juntou a um piloto de TV chamado Back in the Game da 20th Century Fox TV. Foi escolhido para a série. A série foi cancelada em novembro de 2013.
Em 2014, Gluck co-estrelou como Charlie na série da Fox, Red Band Society, na qual seu personagem, que está em coma, é o narrador do programa. Em março de 2015, ele foi escalado para um piloto da NBC, Cuckoo, que não foi escolhido para a série.
Gluck teve seu primeiro papel principal no filme interpretando Rafe Khatchadorian no filme Middle School: The Worst Years of My Life, de 2016, baseado no romance de sucesso de James Patterson.

## Filmografia
| Ano  | Título                                     | Papel                      | Notas                     |
| ---- | ------------------------------------------ | -------------------------- | ------------------------- |
| 2009 | Sideways aka Saidoweizu                    | Garoto da farmácia         |                           |
| 2011 | Just Go with It                            | Michael Murphy             |                           |
| 2013 | Trust Me                                   | Phillip                    |                           |
| 2014 | Just Before I Go                           | Randy Morgan               |                           |
| 2015 | Batman vs. Robin                           | Bruce Wayne (jovem)        | voz                       |
| 2015 | Larry Gaye: Renegade Male Flight Attendant | Donnie                     |                           |
| 2015 | All Hallows' Eve 2                         | Max                        | (segmento "A Boy's Life") |
| 2015 | Middle School: The Worst Years of My Life  | Rafe Khatchadorian         |                           |
| 2016 | Why Him?                                   | Scotty Fleming             |                           |
| 2018 | The Boxcar Children: Surprise Island       | Henry                      | voz                       |
| 2019 | Big Time Adolescence                       | Monroe "Mo" Harris         |                           |
| 2019 | Tall Girl                                  | Jack Dunkleman / Danquinho |                           |
| 2020 | Dinner in America                          | Kevin                      |                           |
| 2021 | North Hollywood                            | Drew                       |                           |
| 2022 | Tall Girl 2                                | Jack Dunkleman / Danquinho |                           |

| Ano       | Título                       | Papel                       | Notas                          |
| --------- | ---------------------------- | --------------------------- | ------------------------------ |
| 2010      | The Office                   | Half Bred                   | 1 episódio: "WUPHF.com"        |
| 2011      | United States of Tara        | Monty                       | 3 episódios                    |
| 2011–2013 | Private Practice             | Mason Warner                | Protagonista (5ª-6ª Temporada) |
| 2013–2014 | Back in the Game             | Danny Gannon                | Protagonista                   |
| 2014      | Silicon Valley               | Menino Adderall             | 1 episódio                     |
| 2014-2015 | Red Band Society             | Charles "Charlie" Hutchison | Protagonista                   |
| 2015      | About a Boy                  | Clay                        | 3 episódios                    |
| 2015      | Cuckoo                       | Dylan                       | Piloto                         |
| 2015      | Life in Pieces               | Aiden                       | 1 episódio                     |
| 2016      | Impastor                     | Austin                      | 2 episódios                    |
| 2017      | The Mick                     | Dylan                       | 2 episódios                    |
| 2017-2018 | American Vandal              | Sam Ecklund                 | Protagonista                   |
| 2020-2022 | Locke & Key                  | Gabe                        | Protagonista                   |
| 2020      | Love Life                    | Luke Ducharme (jovem)       | 1 episódio                     |
| 2020      | The Real Bros of Simi Valley | Aaron                       | Recorrente                     |

## Prêmios e indicações
Gluck foi indicado na categoria "Melhor Performance em um Longa-Metragem – Jovem Ator Coadjuvante" por seu trabalho em Just Go with It no 33º Young Artist Awards.

## Ligações Externas
- Griffin Gluck. no IMDb.